# Хромова, Татьяна Николаевна
Татьяна Николаевна Хромова (род. 26 февраля 1980 года в Ташкенте) — казахстанская тяжелоатлетка, чемпионка Азии, участница летних Олимпийских игр 2000 и 2004 годов.

## Биография
Многократная чемпионка и рекордсменка Казахстана по тяжелой атлетике; бронзовый призёр чемпионата Азии (Япония, 2000), Кубка мира (Катар, 2002); серебряный призёр Азиатских игр (Пусан, 2002); 2-кратная чемпионка Азии по тяжелой атлетике (Алматы, 2004; Талдыкорган, 2009); рекордсмен мира (2004) в весовой категории 77 кг (в рывке результат 120 кг).

## Личные данные
Отец — Хромов Николай Васильевич, токарь. Мать — Хромова Галина Борисовна, повар. Окончила Южно-Казахстанский государственный университет им. М. Ауэзова (2004), тренер-преподаватель. Замужем. Супруг — Журавлев Сергей Викторович (1984 г. р.). Дочь — Журавлева Анастасия Сергеевна (2005 г. р.).